# Clássica de Almeria
A Clássica de Almeria é uma carreira ciclista de um dia que se disputa na província de Almeria (Espanha) e seus arredores, no último domingo do mês de fevereiro.
Desde 1992 é uma carreira profissional, anteriormente era uma prova amador. Desde a criação dos Circuitos Continentais da UCI em 2005 fez parte do UCI Europe Tour dentro da categoria 1.1; em 2012 ascendeu à categoria 1.hc (máxima categoria destes circuitos) até ano 2013, mas depois em 2014 baixou de categoria de novo à 1.1 até 2017. Novamente desde o ano 2018 regressa à categoria 1.hc. Face a 2020, a carreira passou a fazer parte das UCI ProSeries dentro da categoria 1.pro.
Seu percurso é eminentemente plano, com alguma pequena dificuldade na metade do traçado.

## Palmarés
| Ano  | Vencedor                     | Segundo                     | Terceiro                   |
| ---- | ---------------------------- | --------------------------- | -------------------------- |
| 1986 | Miguel Ángel Martínez Torres |                             |                            |
| 1987 | Tomás Ortega                 |                             |                            |
| 1988 | José González                |                             |                            |
| 1989 | José Bernabé                 | Tomás Ortega                | Manuel Pascual Soler       |
| 1990 | Bernardo González            | Fernando Piñero Gallego     |                            |
| 1991 | Asier Guenetxea              |                             |                            |
| 1992 | Kenneth Weltz                | Alfonso Gutiérrez           | Abraham Olano              |
| 1993 | Viatcheslav Ekimov           | Eduardo Chozas              | Romes Gainetdinov          |
| 1994 | Johan Capiot                 | Asiat Saitov                | Jans Koerts                |
| 1995 | Jean-Pierre Heynderickx      | Jo Planckaert               | Edwig Van Hooydonck        |
| 1996 | Wilfried Nelissen            | Asier Guenetxea             | Jesper Skibby              |
| 1997 | Massimo Strazzer             | Max van Heeswijk            | Ján Svorada                |
| 1998 | Mario Traversoni             | Francesco Arazzi            | Óscar Freire               |
| 1999 | Ján Svorada                  | Nicola Minali               | Ángel Edo                  |
| 2000 | Isaac Gálvez                 | Ján Svorada                 | Markus Zberg               |
| 2001 | Tayeb Braikia                | Markus Zberg                | Endrio Leoni               |
| 2002 | Massimo Strazzer             | Markus Zberg                | Marc Lotz                  |
| 2003 | Luciano Pagliarini           | Massimo Strazzer            | Alexei Markov              |
| 2004 | Jérôme Pineau                | Thomas Voeckler             | Benjamín Noval             |
| 2005 | Iván Gutiérrez               | Sergi Escobar               | David Muñoz                |
| 2006 | Francisco Pérez              | Ricardo Serrano             | Adolfo García Quesada      |
| 2007 | Giuseppe Muraglia            | Eduard Vorganov             | Vicente Ballester Martínez |
| 2008 | Juan José Haedo              | Óscar Freire                | Graeme Brown               |
| 2009 | Greg Henderson               | Graeme Brown                | Stefano Garzelli           |
| 2010 | Theo Bos                     | Mark Cavendish              | Graeme Brown               |
| 2011 | Matteo Pelucchi              | José Joaquín Rojas          | Pim Ligthart               |
| 2012 | Michael Matthews             | Borut Božič                 | Roger Kluge                |
| 2013 | Mark Renshaw                 | Reinardt Janse van Rensburg | Francesco Lasca            |
| 2014 | Sam Bennett                  | Juan José Lobato            | Davide Viganò              |
| 2015 | Mark Cavendish               | Juan José Lobato            | Mark Renshaw               |
| 2016 | Leigh Howard                 | Alexey Tsatevich            | Aleksejs Saramotins        |
| 2017 | Magnus Cort                  | Rüdiger Selig               | Jens Debusschere           |
| 2018 | Caleb Ewan                   | Danny van Poppel            | Timothy Dupont             |
| 2019 | Pascal Ackermann             | Marcel Kittel               | Luka Mezgec                |
| 2020 | Pascal Ackermann             | Alexander Kristoff          | Elia Viviani               |
| 2021 | Giacomo Nizzolo              | Florian Sénéchal            | Martin Laas                |
| 2022 | Alexander Kristoff           | Nacer Bouhanni              | Giacomo Nizzolo            |
| 2023 | Matteo Moschetti             | Arnaud De Lie               | Jordi Meeus                |
| 2024 | Olav Kooij                   | Matteo Moschetti            | Matteo Trentin             |
| 2025 | Milan Fretin                 | Max Kanter                  | Émilien Jeannière          |

Notas:
- As primeiras 6 edições (1986-1991) foram amador.
- Na edição 2007, em princípio o ganhador foi de Giuseppe Muraglia mas foi desclassificado por dopagem.[4]

## Palmarés por países
Atualizado após edição de 2024
| País          | Vitórias |
| ------------- | -------- |
| Espanha       | 9        |
| Itália        | 6        |
| Austrália     | 4        |
| Bélgica       | 3        |
| Dinamarca     | 3        |
| Alemanha      | 2        |
| Rússia        | 2        |
| Países Baixos | 2        |
| Chéquia       | 1        |
| Brasil        | 1        |
| França        | 1        |
| Argentina     | 1        |
| Nova Zelândia | 1        |
| Irlanda       | 1        |
| Reino Unido   | 1        |
| Noruega       | 1        |